# Mu Persei
Mu Persei (Mu Per, μ Persei, μ Per) là một sao đôi trong chòm sao Anh Tiên (Perseus), với cấp sao biểu kiến là +4,16. Sao chính này là siêu lớp loại G màu vàng.  Nó cách Trái đất khoảng 900 năm ánh sáng.  Với nhiệt độ hiệu quả khoảng 5400 kelvins và bán kính 53 lần bán kính mặt trời, ngôi sao này có độ sáng gấp khoảng 2030 lần so với Mặt Trời.  Mu Persei là một sao đôi quang phổ có chu kỳ quỹ đạo là 284 ngày và độ lệch tâm khoảng 0,06.
Mu Persei đang di chuyển qua thiên hà với tốc độ 35,6 km/s so với Mặt trời.  Quỹ đạo thiên hà dự kiến của nó mang nó trong khoảng từ 23.900 đến 32.400 năm ánh sáng từ trung tâm của thiên hà.
Mu Persei đến gần Mặt Trời nhất 5,6 triệu năm trước khi nó phát sáng mức +3,25 từ khoảng cách 600 năm ánh sáng.
Khối lượng của Mu Persei là từ 5,7 đến 6 khối lượng Mặt Trời và được sinh ra khoảng 60 hoặc 70 triệu năm trước. Khối lượng của nó không đủ lớn để nó kết thúc vòng đời như một siêu tân tinh, vì vậy - sau khi sao này đẩy đi hết các lớp bên ngoài của nó - nó sẽ kết thúc cuộc đời như một sao lùn trắng khổng lồ.

## Đặt tên
Trong tiếng Trung, 天船  (Tiān Chuán), Có nghĩa là Celestial Boat, đề cập đến một khoảnh sao gồm μ Persei, η Persei, γ Persei, α Persei, ψ Persei, δ Persei, 48 Persei và HD 27.084.  Do đó, Persei được gọi là 天船七  (Tiān Chuán qī, tiếng Anh: the Seventh Star of Celestial Boat) 